# United Paramount Network
A United Paramount Network (UPN) foi uma rede de televisão estadunidense que esteve em operação de 1995 a 2006. Inicialmente, era de propriedade da United Television, uma subsidiária da Chris-Craft Industries. Em 1996, a Viacom, proprietária da Paramount Pictures, entrou como sócia após adquirir 50% da rede e, posteriormente, comprou o restante da participação da Chris-Craft em 2000.
No dia 31 de dezembro de 2005, a UPN passou a ser controlada pela CBS Corporation após a divisão da Viacom em duas companhias distintas. Em uma decisão conjunta anunciada em 24 de janeiro de 2006, a CBS Corporation e a Time Warner decidiram encerrar tanto a UPN quanto a concorrente The WB, com o objetivo de lançar uma nova rede de televisão partilhada ainda naquele ano.
A UPN encerrou suas transmissões em 15 de setembro de 2006, seguida pela The WB dois dias depois. Alguns programas de ambas as redes migraram para a nova rede, a The CW, que estreou em 18 de setembro de 2006.

## História

### Antecedentes (1949–1994)
A Paramount exerceu um papel fundamental no começo da televisão dos EUA. Eles foram parceiros da DuMont Television Network (uma das primeiras emissoras dos Estados Unidos, hoje extinta) e alguns dos estúdios da Paramount foram usados pela ABC na época. A Paramount Television Network foi lançada em 1948, mas dissolveu-se na metade da década de 1950.
Naquela época, a Universal Studios fornecia programação as emissoras no horário nobre. A Paramount decidiu então ter uma estratégia semelhante e lançou um fornecimento de programação para suas próprias emissoras, chamado Paramount Television Service. A estreia seria em 1978 e só iriam transmitir por um dia, mas o fracasso comercial do projeto fez com que a ideia fosse abortada. Durante a década de 1980, a Paramount e sua eventual parceira Viacom amadureceram a ideia de lançar uma rede de televisão.
Em 1991, a Paramount formou a Paramount Stations Group logo após a compra de emissoras independentes que pertenciam a TVX Broadcast Group. No dia 27 de outubro de 1993, a Paramount e a Chris-Craft Industries anunciaram a junção de suas emissoras independentes para a formação de uma nova rede de televisão nacional que, inicialmente, lançaria duas horas de programação no primetime (horário nobre da televisão americana) em duas noites da semana.

### Lançamento (1995–2000)
A estreia da UPN acontece no dia 16 de janeiro de 1995, transmitindo apenas nas segundas e terças a noite, entre 20h e 22h. Em sua estreia, foi exibido um piloto de duas horas de duração da série Star Trek: Voyager. O episódio foi assistido por 21,3 milhões de pessoas, sendo a maior audiência da história do canal. No entanto, a emissora nunca mais conseguiu repetir a façanha, tanto com Voyager, quanto com outras séries. Dentre outras estreias da emissora estavam as séries Nowhere Man, Marker e Legend, a ficção-cientifica The Sentinel e a sitcom Moesha. Apenas Star Trek, Moesha e The Sentinel duraram mais que uma temporada.
Ainda em 1995, o canal estreou um bloco de desenho animado matutino de fim de semana chamado UPN Kids (na temporada 1998-99, foi rebatizado para "The UPN Kids Action Zone"). Ao contrário de outras redes, a UPN deu aos seus afiliados a opção de exibir o bloco aos sábados ou aos domingos. Na temporada de 1997, a UPN adicionou ao bloco a série Sweet Valley High, voltada para público adolescente. Em janeiro de 1998, a rede fez um acordo com a Saban Entertainment para programar o bloco da manhã de domingo (com desenhos como O Incrível Hulk, X-Men e Homem-Aranha se juntando à programação).
Dois anos depois do lançamento do canal, a Viacom compra 50% das ações da UPN que até então pertenciam a Chris-Craft por US$ 160 milhões. Aos poucos, a UPN colocava mais programas no ar, o que fez com que as afiliadas da emissora se identificassem como emissoras independentes nos primeiros anos. As emissoras, então, colocavam na grade programas syndicated ou filmes nos dias em que a UPN não transmitia nada. 
A primeira expansão do horário nobre ocorreu na temporada 1996-97, com as quartas-feiras entrando no circuito. Numa maneira de aumentar os índices, a UPN escolheu 36 filmes de sci-fi para inaugurar uma sessão de cinema no inicio de 1996. Alguns dos títulos seriam mostrados primeiramente no Showtime, como uma forma de publicidade, já que o Showtime era mais conhecido do público. O canal também firmou uma parceria com a Blockbuster, onde adquiriu os direitos de transmissão da premiação Blockbuster Entertainment Awards, e produziu vários telefilmes sob a marca Blockbuster Shockwave Cinema. Ainda 1996, o canal lançou no bloco infantil a animação Jumanji, inspirada no filme de mesmo nome, lançado no ano anterior. Em 1997, o canal adquiriu os direitos da série adolescente, Clueless, que tinha sido cancelada anteriormente pelo canal ABC. 
Na temporada de 1998–99, a UPN finalmente se completa e passa a fornecer uma programação diária (de segunda a sexta) para suas filiais, no entanto, uma das estreias daquela temporada rendeu dores de cabeça para direção da emissora, a sitcom The Secret Diary of Desmond Pfeiffer. que se passa na fase da escravidão, foi alvo de protestos pela comunidade negra dos EUA e pelos anunciantes do canal, por seu enredo. A série foi uma das menos vistas de todos os canais no ano de 1998 e foi cancelada após quatro episódios.
Em 1999, o canal vendeu os direitos da programação infantil da rede para a The Walt Disney Company; formando o bloco Disney's One Too, que estreou em 6 de setembro de 1999 e contou com animações, como Recess e Doug. O bloco ocupava duas horas na programação da UPN, que acontecia nas manhãs de domingo e nas tardes de segunda a sexta-feira. No mesmo ano, estréia o programa de luta livre WWE SmackDown, conseguindo bons índices de audiência e permanecendo na programação do canal até seu fim.

### Viacom e declínio (2000–2006)
A falta de telespectadores fez com que a UPN ficasse no vermelho, acumulando US$ 800 milhões em prejuízos até o ano 2000. Seis meses após a Viacom anunciar a fusão com a CBS Corporation em 4 de fevereiro de 2000, a Viacom exerceu uma clausula contratual que (com um período de 45 dias) forçaria a Chris-Craft a ou comprar todas as ações da UPN ou obrigava a empresa vender o restante das ações para a Viacom. Três dias depois, em 8 de fevereiro, a Chris-Craft entrou com um processo contra a Viacom na Corte Suprema de Nova York para anular a fusão com a CBS, alegando que o acordo assinado em 1997 impediria ambas as partes de “qualquer interesse” a qualquer rede concorrente, incluindo a CBS até janeiro de 2001. Em 17 de março, o caso foi julgado e a Chris-Craft teve que ceder ao ultimato da Viacom.
Em 20 de março de 2000, a Viacom comprou os 50% pertencentes a Chris-Craft por US$ 5 milhões, dando não só a empresa o total controle da rede, como também concedendo um título raro de rede que não possuía emissoras próprias nos maiores mercados: Nova York, Los Angeles e Chicago. Com a Viacom tomando controle total da UPN, a KCOP-TV e a WWOR-TV perderam seus status de emissoras próprias e se tornaram afiliadas.
Pouco depois, a Viacom passava a anunciar a emissora como UPN, já que o projeto em mudar o nome da rede para Paramount Network foi descartado após divergências com afiliadas que insistiam que a mudança de nome confundiria os telespectadores e afetaria os números de audiência.
Quando a UPN foi lançada, a cabeça-da-rede era uma das emissoras da Chris-Craft (a WWOR-TV de Secaucus, Nova Jersey). Mesmo após a Chris-Craft vender sua parte na emissora para Viacom, a WWOR continuou com este status. Por esse motivo, o futuro da UPN esteve em cheque depois da Fox comprar a maioria das emissoras da Chris-Craft por US$ 5,5 bilhões em 12 de agosto de 2000, que incluía muitas afiliadas da UPN no acordo. Mais tarde, a Fox comprou a terceira maior afiliada da UPN, a WPWR-TV de Chicago por US$ 450 milhões em junho de 2002. Apesar das incertezas, a UPN fechou um contrato de quatro anos de afiliação com as emissoras que Fox comprou em 24 de setembro de 2003.
Em 2000, estreia na programação a sitcom Girlfriends, com bons índices de audiência, a série durou seis temporadas no canal. No ano de 2001, a UPN disputava com a The WB a aquisição de duas séries da 20th Century Fox. Se sagrando vitoriosa, a partir daquele momento, a UPN passaria a exibir as últimas temporadas das séries Buffy e Roswell. Em 2002, o canal produziu uma nova versão da série The Twilight Zone, que não obteve o mesmo nível de sucesso crítico ou de audiência que a série original ou a versão dos anos 80, e durou apenas uma temporada. Na temporada de 2003, a UPN volta a ficar em evidência com a estreia do reality show America’s Next Top Model e a sitcom All of Us. Na temporada de 2004-2005, o canal lança seus dois últimos sucessos Veronica Mars e Everybody Hates Chris. 

### Fim
Em 14 de junho de 2005, a Viacom anunciou sua divisão devido à queda no desempenho das ações da empresa. Essa divisão resultou em duas novas empresas: a Viacom original, que mais tarde se tornou a CBS Corporation, e uma nova empresa que manteve o nome Viacom. Ambas foram controladas pela National Amusements, que, por sua vez, era controlada por Sumner Redstone. A CBS Corporation ficou com a UPN, enquanto a nova Viacom reteve a Paramount Pictures e outras propriedades. A divisão se efetivou em 31 de dezembro de 2005.
Em 24 de janeiro de 2006, a CBS Corporation, que controlava a UPN, e a Time Warner, a principal proprietária da The WB, anunciaram o fechamento de ambas as redes e o lançamento de uma nova rede chamada The CW. A The CW operaria como uma parceria entre as duas empresas e combinaria os programas populares da UPN e da The WB, juntamente com novas séries exclusivas. A The CW rapidamente fechou acordos de afiliação de 10 anos com 16 emissoras anteriormente afiliadas à The WB e 11 emissoras afiliadas à UPN que eram de propriedade da CBS Corporation.
As nove afiliadas da UPN da Fox Television Stations perderam suas afiliações, e duas dias depois, essas estações removeram todas as referências à UPN e pararam de promover os programas da rede. Em 22 de fevereiro, a Fox anunciou a criação da MyNetworkTV, uma nova rede que usaria as antigas afiliadas da UPN como base. Nos oito meses seguintes, foram escolhidos os programas que migrariam para a The CW, incluindo America's Next Top Model, Veronica Mars, Everybody Hates Chris, Girlfriends, All of Us e WWE SmackDown.
Com exceção do WWE SmackDown, todos os programas transmitidos nos últimos três meses da UPN eram reprises. Ao contrário da The WB, que encerrou suas operações com uma noite especial de programação em homenagem às séries populares da rede, a UPN encerrou suas operações em 15 de setembro de 2006, sem grande alarde, após a transmissão do WWE SmackDown. As afiliadas da UPN de propriedade da Fox encerraram sua afiliação em 31 de agosto. Como resultado, as duas últimas semanas de programação da UPN não foram transmitidas em 10 praças onde a Fox possuía uma afiliada da UPN que se tornaria uma estação da MyNetworkTV quando esta rede foi lançada em 5 de setembro, bem como em outros mercados onde as afiliadas da UPN se afiliaram à MyNetworkTV ou encerraram sua afiliação durante o verão. Logo após o encerramento da UPN, seu site foi redirecionado para o site da The CW e, posteriormente, para o site da CBS.